# آدرین مارتلی
آدرین مارتلی (انگلیسی: Adrienne Martelli؛ زادهٔ december ۳, ۱۹۸۷ (۳۷ سال)) ورزشکار روئینگ اهل ایالات متحده آمریکا است.
وی در مسابقات کشوری و بین‌المللی در مجموع برندهٔ ۱ مدال طلا، ۱ مدال نقره، ۲ مدال برنز شده‌است.